# Артериола
Артериоле су крвни судови малог пречника које полазе из артерија и завршавају капиларима, тако да представљају завршна гране артеријског система. Имају улогу контролних вентила кроз које се крв пропушта у капиларе. Артериоле имају у свом зиду добро развијени мишићни слој помоћу којег се може потпуно затворити или неколико пута проширити њихов лумен. На овај начин артериоле регулишу доток крви у капиларима и крвни притисак.
Метартериоле су артериоле које не завршавају капиларима (обилазе капиларни систем), већ се спајају директно на венски систем (венуле).